# Ak 5

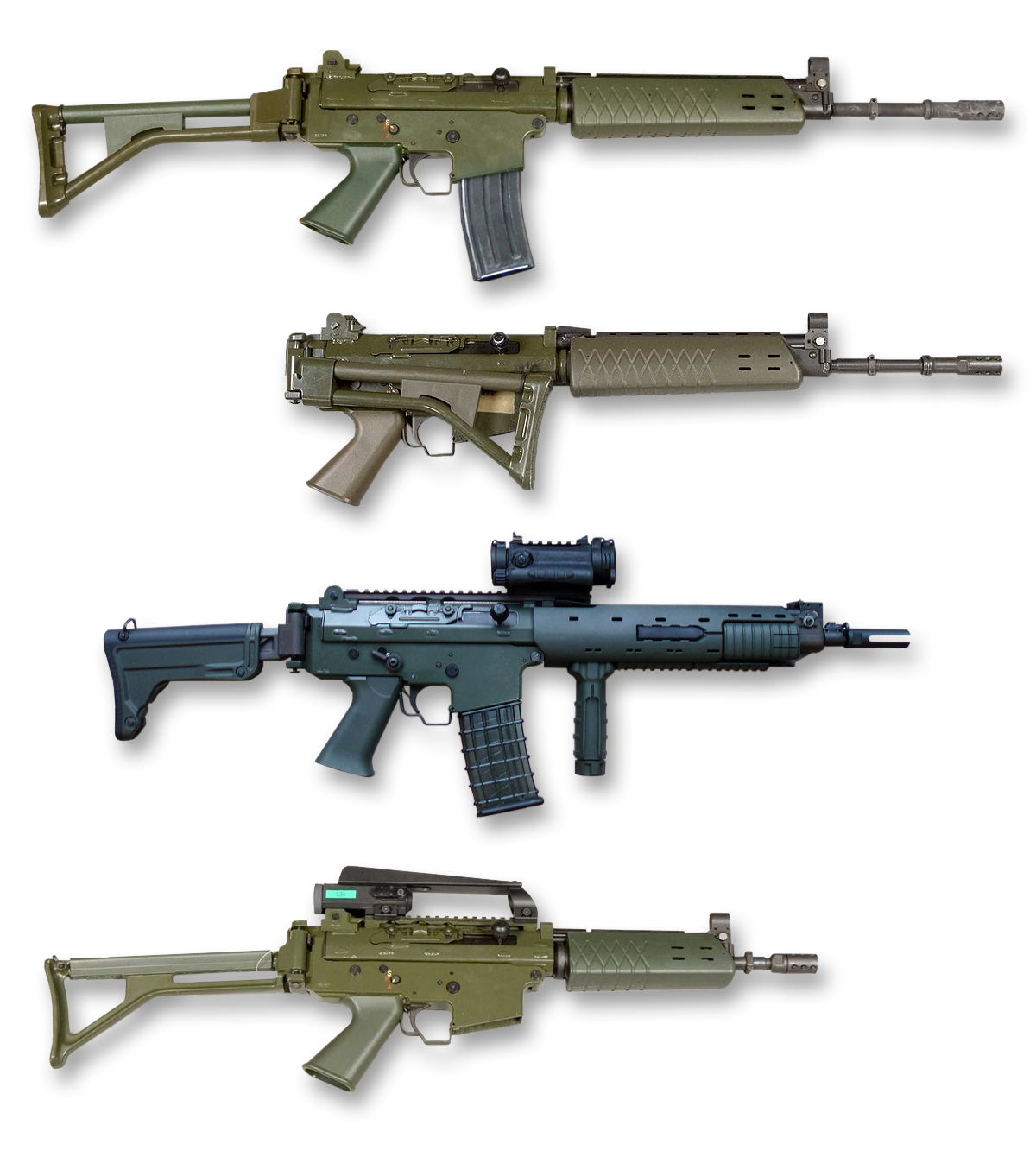
Display: Ak-5-Varianten, von oben nach unten: Ak 5 Standard / Ak 5 Standard (eingeklappte Schulterstütze) / Ak 5C / Ak 5D

Das Ak 5 (Automatkarbin 5) ist ein schwedisches Sturmgewehr. Es beruht auf dem FN FNC. Es wird durch das Ak 24 abgelöst.

## Entwicklung
Schweden nahm 1963 mit dem Ak 4 sein erstes Schnellfeuergewehr ins Arsenal auf. Dieses beruhte auf einem Lizenzbau des G3 von Heckler & Koch. Es wurde erst 1984 vom Ak 5 abgelöst. Ziel der Neuentwicklung war die Umstellung auf das neue NATO-Standardkaliber, also von den alten 7,62-mm-Patronen auf die 5,56×45-mm-Patrone umzurüsten. Nach intensiven Tests für das neue Design und die Bauweise des Ak 5 hatten die Schweden unter elf möglichen Formen des neuen Sturmgewehrs zu entscheiden. Zur Wahl standen unter anderem Lizenzbauten des israelischen Galil, das deutsche Heckler & Koch 33, das US-amerikanische Colt M16A2, das Schweizer SIG SG-540 und das belgische FN FNC. Die schwedische Armee entschied sich zur Einführung der modernsten Waffe, des FN FNC. Veränderungen im Gegensatz zum Ak 4 waren die bereits erwähnte NATO-Patrone, die fehlende 3-Schuss-Automatik und bessere Verarbeitung des verwendeten Metalls (im Bezug auf Korrosion und Lebensdauer).

## Einsatz
1986 begannen die ersten Lieferungen der Fabrique Nationale (FN) aus Belgien. Die Herstellung wurde von Bofors in Schweden übernommen und der Name offiziell in Ak 5 umgewandelt. Auch wurden Schaft, Schulterstütze bzw. -klappe so modifiziert, dass sie arktischen Witterungsverhältnissen besser trotzen konnten, da viele Ak 4 unter den harten Bedingungen in Schweden versagten. Die Ak 5 ist aber auch sehr vielseitig aufrüstbar, wie zum Beispiel mit dem Granatwerfer M203. Außerdem gibt es noch die verkürzte Version Ak 5D, die von den Fallschirmjägern der schwedischen Armee eingesetzt wird. Die Ak 5B ist mit einem Zielfernrohr ausgestattete, die effektive Reichweite übersteigt die der Ak 5 um ca. 200 m.

## Varianten

### Ak 5B
Die Ak 5B ist die Scharfschützenversion mit einem 4-fach-Zielfernrohr, wodurch die Waffe um 900 g schwerer als die Standardversion ist.

### Ak 5C/Ak 5CF
Die Ak 5C ist eine modernere Version der Ak 5. Neu ist eine Picatinny-Schiene zur Befestigung von Zielhilfen.
Bevor die Ak 5C in Massenproduktion ging, wurde sie ausführlich getestet. Dieses Modell hieß Ak 5CF, wobei das F für försök steht, was Versuch bedeutet. Diese Tests wurden im Juni 2005 abgeschlossen, und 4 Monate später unterzeichnete die schwedische Armee einen Vertrag mit Bofors, 40.000 Waffen umzurüsten. Die Umrüstung sollte 4 Jahre dauern; die ersten Waffen wurden 2006 an die Einheiten der ISAF, UNMIL und KFOR geliefert.

#### Unterschiede zur Standardversion
- Erhöhte Zuverlässigkeit
- Klappschaft
- Verbessertes Visier
- Transparente Magazine
- Picatinny-Schiene
- Neues Griffstück
- Neuer Handschutz
- Mündungsfeuerdämpfer
- Bajonett

### Ak 5D
Die Ak 5D ist die Kurzversion der Ak 5C. Sie hat einen kürzeren Lauf und eine geringere Gesamtlänge. Die Waffe wird für den Häuserkampf oder für Zwecke eingesetzt, bei denen eine größere Waffe hinderlich wäre.

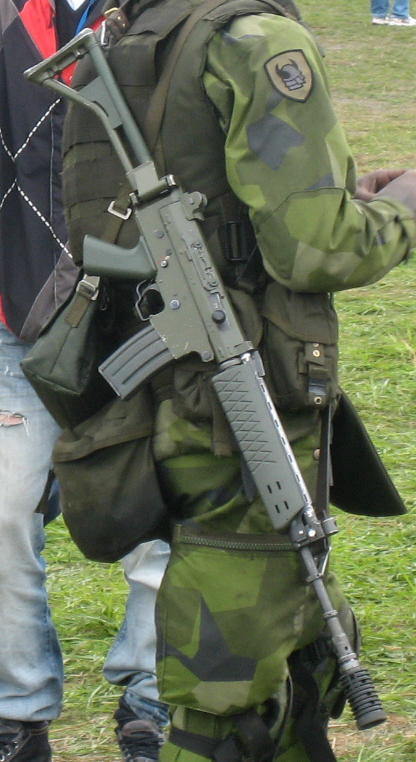
Ak 5 Standardversion
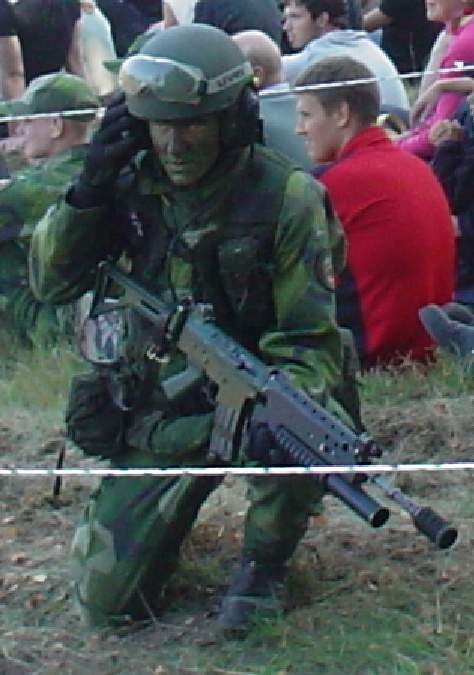
Ak 5 mit M203 Granatwerfer
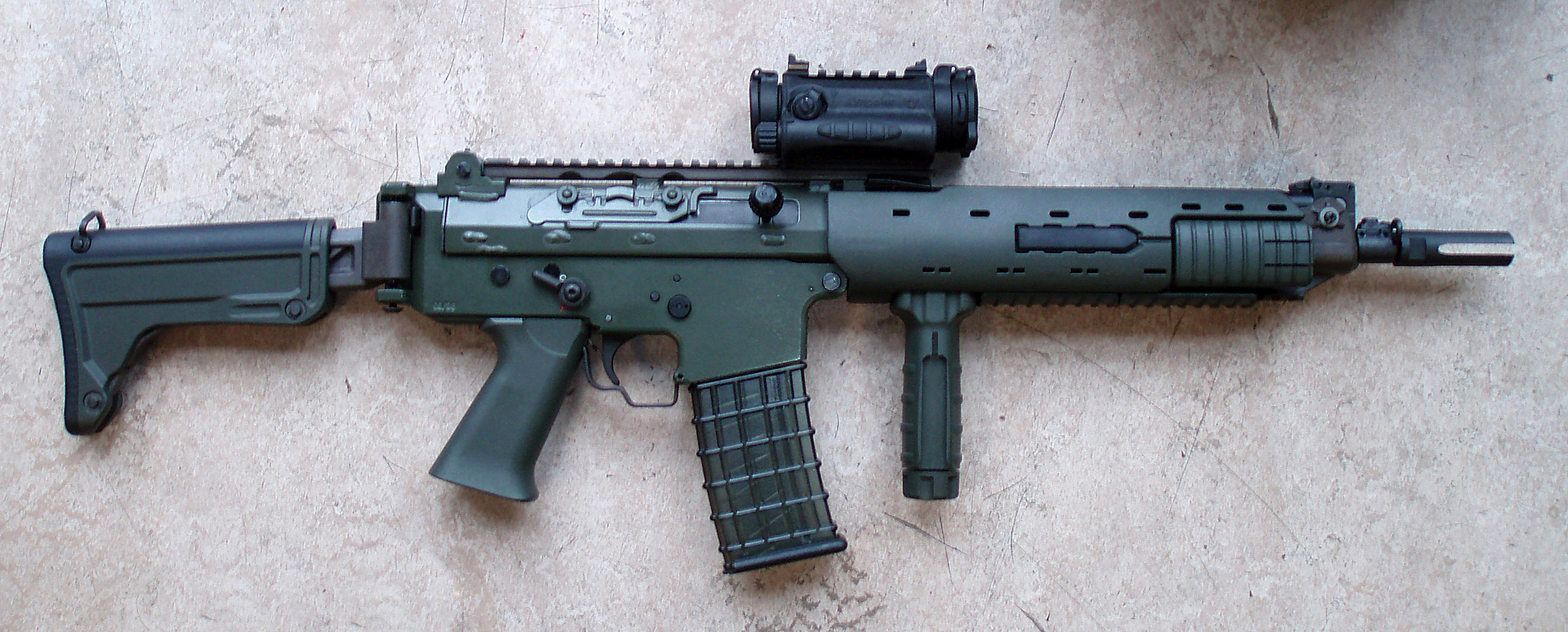
Ak 5C
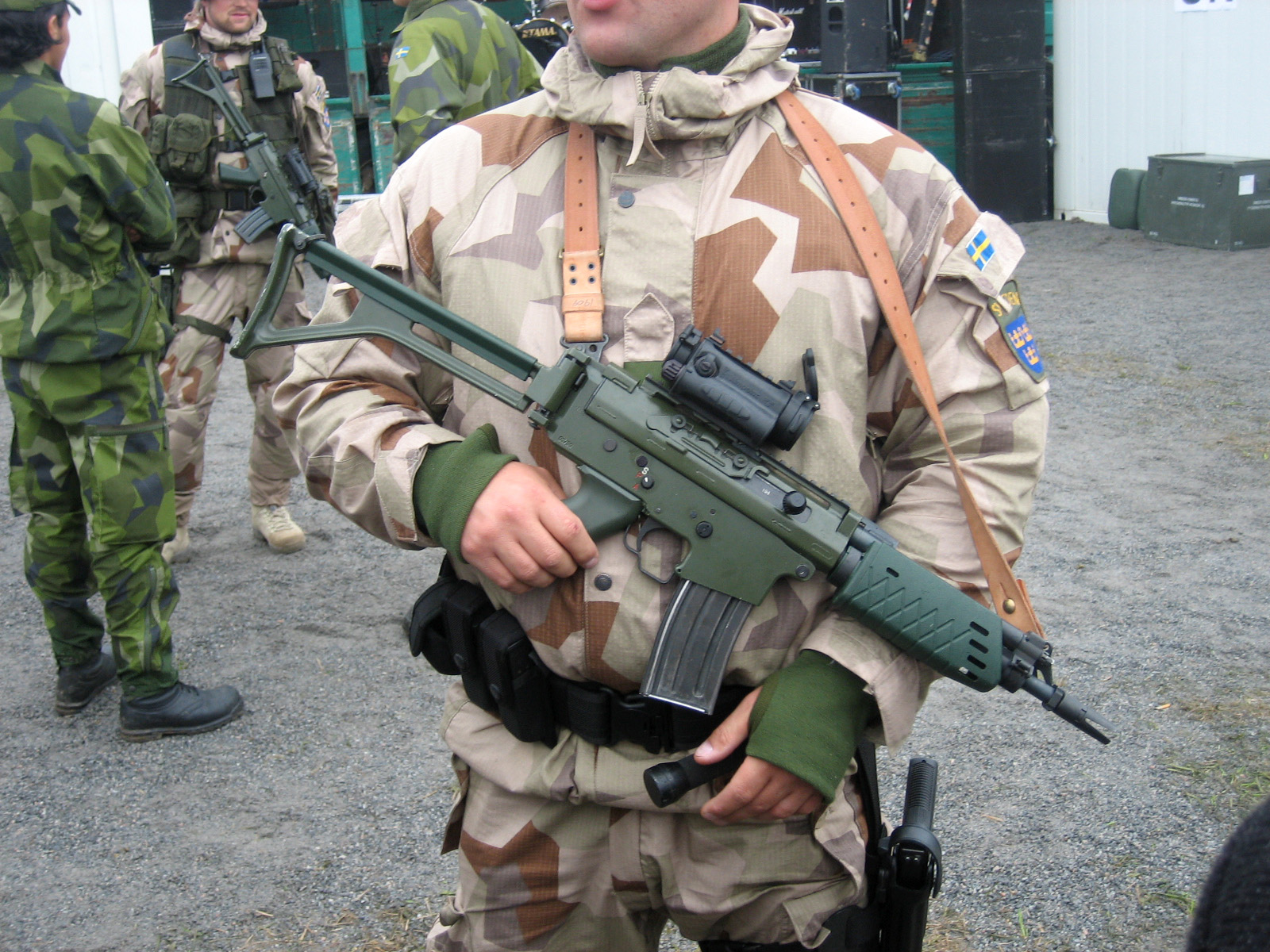
Ak 5D

## Zubehör
- Zielfernrohr
- Reflexvisier
- Schalldämpfer
- 90-Schuss-Trommelmagazin